# Carlotta Monti
Pour les articles homonymes, voir Monti.
Carlotta Monti, de son vrai nom Carlotta Montijo, née à Los Angeles le 20 janvier 1907 et morte à Woodland Hills (Los Angeles) le 8 décembre 1993 est une actrice américaine, qui fut la dernière compagne de W. C. Fields.

## Jeunesse
Elle naît à Los Angeles, fille d'un père espagnol et d'une mère mi-italienne mi-espagnole.

## Carrière
Après avoir gagné un concours de beauté puis le titre de Miss Hollywood, elle débute dans des petits rôles non crédités (dont Ben-Hur en 1925 et Two Arabian Knights en 1926) et des films de série B. Elle obtient ensuite quelques petits rôles comme dans Tarzan l'intrépide ou King Kong en 1933. En 1935, elle tourne pour la première fois avec W. C. Fields dans Les Joies de la famille.
Dans Passez muscade (le dernier film de Fields) elle joue le rôle d'une secrétaire dont W. C. Fields croit qu'elle lui adresse une dispute sur son alcoolisme.

## La compagne de W. C. Fields
Elle rencontre W. C. Fields en 1932 lors d'une séance de photographies publicitaires. Leur relation sera assez tumultueuse mais Carlotta restera sa dernière compagne jusqu'à son décès en 1946. Après la mort du comique, une bataille juridique longue et houleuse opposa Carlotta Monti à sa famille légitime. Ses héritiers de droit auront gain de cause et garderont seuls sa fortune estimée à 700 000 $,. Elle travailla ensuite comme technicienne chez Technicolor.
Elle racontera sa relation dans un livre de mémoire (W. C. Fields & Me) paru en 1971 qui servira de base de scénario pour le film W.C. Fields et moi d'Arthur Hiller sorti en 1976 où son personnage est jouée par Valerie Perrine et dans lequel Carlotta fait une courte apparition non créditée.

## Maladie et décès
Elle meurt le 8 décembre 1993 des suites de la maladie d'Alzheimer au Motion Picture & Television Country House and Hospital de Woodland Hills (Los Angeles). Elles est enterrée au Holy Cross Cemetery de Culver City dans le comté de Los Angeles en Californie.

## Filmographie partielle
- Tarzan l'intrépide (Tarzan the Fearless) de Robert F. Hill, en 1933
- King Kong (King Kong) de Merian Caldwell Cooper et Ernest Beaumont Schoedsack, en 1933
- Les Joies de la famille (Man on the Flying Trapeze) de Clyde Bruckman en 1935
- Passez muscade (Never Give a Sucker an Even Break) d'Edward F. Cline en 1941.
- W.C. Fields et moi (W.C. Fields and Me) d'Arthur Hiller en 1976